# Bilaspur
Bilaspur là một thị trấn thống kê (census town) của quận Yamunanagar thuộc bang Haryana, Ấn Độ.

## Địa lý
Bilaspur có vị trí 30°19′B 77°19′Đ / 30,32°B 77,32°Đ Nó có độ cao trung bình là 274 mét (898 foot).

## Nhân khẩu
Theo điều tra dân số năm 2001 của Ấn Độ, Bilaspur có dân số 9620 người. Phái nam chiếm 53% tổng số dân và phái nữ chiếm 47%. Bilaspur có tỷ lệ 65% biết đọc biết viết, cao hơn tỷ lệ trung bình toàn quốc là 59,5%: tỷ lệ cho phái nam là 69%, và tỷ lệ cho phái nữ là 61%. Tại Bilaspur, 14% dân số nhỏ hơn 6 tuổi.